# Asunafo North

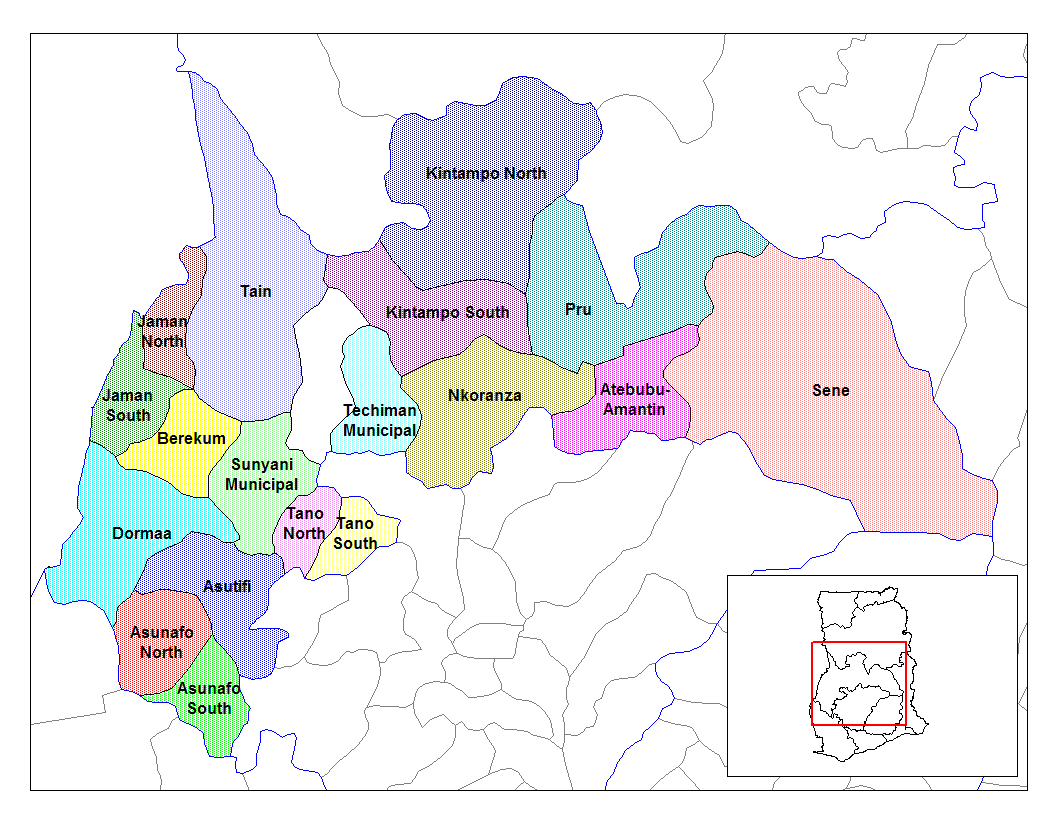
Mapa da região Brong-Ahafo; Asunafo North encontra-se no sul, de cor laranja

Asunafo North é um distrito da região Brong-Ahafo, no Gana.